# Joachim Hasebrook

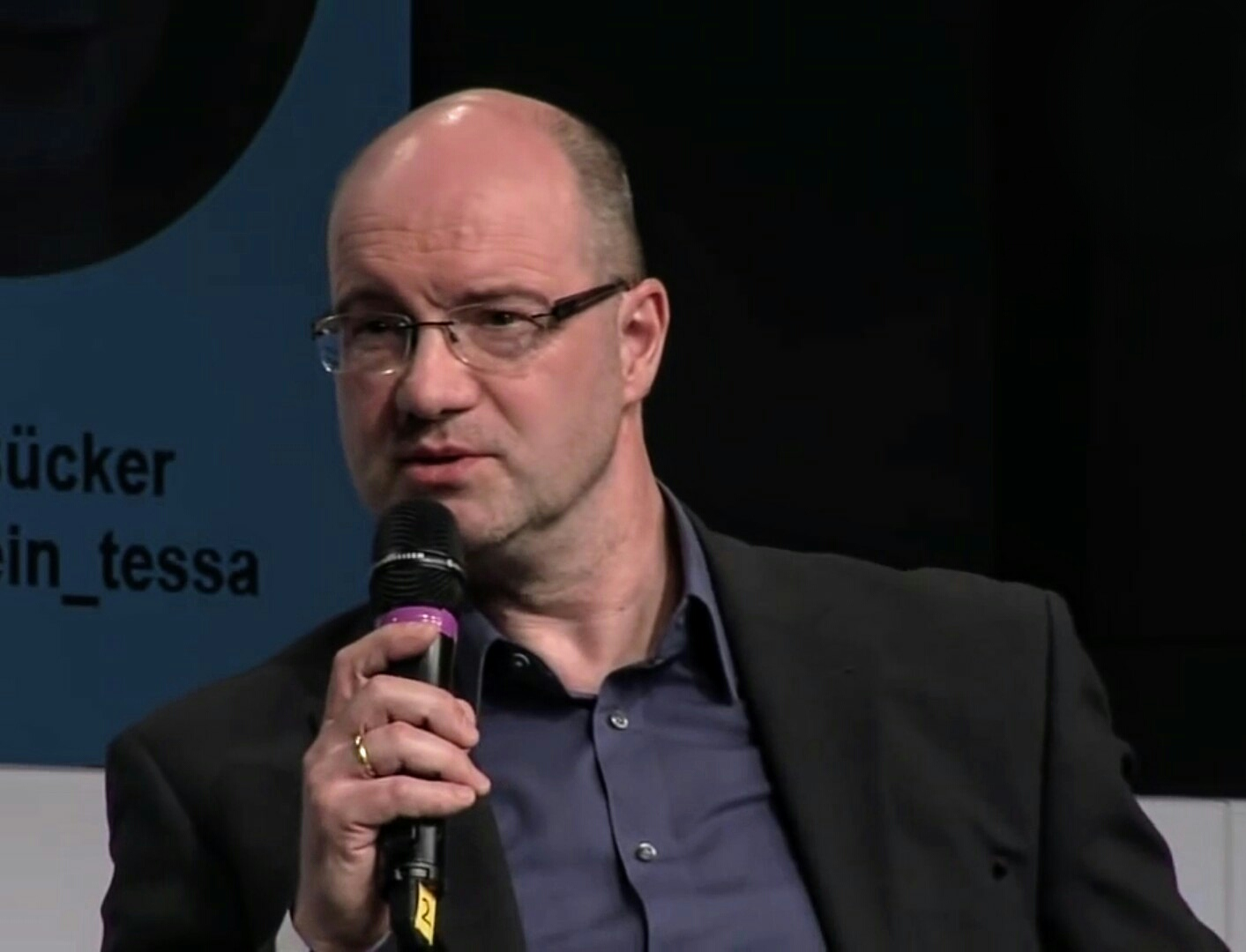
Joachim Hasebrook (2013)

Joachim Paul Hasebrook (* 2. Juli 1963 in Sulingen) ist ein deutscher Psychologe und Hochschulprofessor.

## Leben
Hasebrook studierte von 1985 bis 1991 Psychologie und Informatik an der Philipps-Universität Marburg. Nach Studienabschluss promovierte er von 1991 bis 1994 am Institut für pädagogische Psychologie der Universität Gießen zum Thema „Lernhilfen in multimedialen Lernsystemen“. Er entwickelte Expertensysteme zur Berufs- und Studienorientierung für die Bundesagentur für Arbeit und absolvierte eine Managementausbildung an der Goizueta Business School der Emory University, Atlanta. Im Jahr 2000 gründete und leitete er E-Learning und IT-Firmen mit Beteiligung der Frankfurter Großbanken. Er habilitierte sich 2002 in angewandter Informatik an der Technischen Universität Graz mit der Arbeit Learning Support Systems for Organizational Learning. Danach wurde er auf eine Professur für E-Learning and Work Design an der Universität zu Lübeck berufen und übernahm die akademische Leitung der International School of New Media. Heute hat Hasebrook den Lehrstuhl für Human Capital Management an der Steinbeis-Hochschule Berlin inne, ist akademischer Leiter der ZEB Business School der Steinbeis-Hochschule Berlin und Direktor des Steinbeis-Forschungszentrums Management Analytics.

## Auszeichnungen
- Berufsbildungspreis des Bundesinstituts für Berufsbildung (BiBB) 2003.
- Gewinner der Comenius Medaille der Gesellschaft für Pädagogik, Information und Medien e.V. (GPI) 2004 und 2005.
- Gründerpreis der Stadt Frankfurt 2001.

## Forschungsprojekte
- EXPERT – Extremitätenboards zur Prozessoptimierung, Evaluation, Risikominimierung und Therapieoptimierung bei Frakturen mit Weichteilschäden oder post-operativer Infektion der unteren Extremitäten im Traumanetzwerk, gefördert vom Innovationsfonds des Gemeinsamen Bundesausschusses, G-BA (2022–2024)[2]
- CSP-Radar: Messung und Steuerung der unternehmerischen Nachhaltigkeit, gefördert von der Funk Stiftung (2020–2022)[3]
- LandRettung – Zukunftsfeste notfallmedizinische Neuausrichtung eines Landkreises, gefördert vom Innovationsfonds des Gemeinsamen Bundesausschusses, G-BA (2016–2020)[4]
- FacharztPlus: Fächärztebindung im Krankenhaus, gefördert vom Bundesministerium für Bildung und Forschung (BMBF), zusammen mit Universitätskliniken Münster, Aachen, Rostock und Greifswald (2014–2017).
- Integriertes Kompetenzmanagement für Diversity und Innovationsmanagement, gefördert vom BMBF, zusammen mit Frankfurt School of Finance & Management sowie Universität Oldenburg (2005–2008).
- European Science Open Forum (ESOF): Psychopathology of Organisations (zusammen mit Stefan G. Hofmann, Boston University), gefördert vom Stifterverband für die Deutsche Wissenschaft (2004).

## Veröffentlichungen
- Multimedia-Psychologie – eine neue Perspektive menschlicher Kommunikation. Spektrum Akademischer Verlag, Heidelberg 1995, ISBN 978-3-86025-287-1.
- Perspectives for European e-learning businesses: markets, technologies and strategies. CEDEFOP, Bruxelles 2003, ISBN  92-896-0215-5.
- Kompetenzkapital – Verbindungen zwischen Kompetenzbilanzen und Humankapital. Frankfurt School Verlag, Frankfurt 2004 (zusammen mit Erich Barthel, John Erpenbeck und Olaf Zawacki-Richter), ISBN 978-3-937519-17-3.
- Learning Support Systems for Organizational Learning. World Scientific Publishers, Singapore 2004, ISBN 978-981-238-831-5.
- Lebensphasen und Kompetenzmanagement  – Ein Berufsleben lang Kompetenzen erhalten und entwickeln. Springer, Heidelberg 2018, ISBN 978-3-662-55158-5.
- Notfallversorgung auf dem Land  – Ergebnisse des Pilotprojekts Land|Rettung. Springer, Heidelberg 2020, ISBN 978-3-662-61930-8.
- Team-Mind und Teamleistung  – Teamarbeit zwischen Managementmärchen und Arbeitswirklichkeit (2. Aflg.). Springer, Heidelberg 2020, ISBN 978-3-662-62054-0.